# Liste der Kulturdenkmäler in Geinsheim (Neustadt)
In der Liste der Kulturdenkmäler in Geinsheim sind alle Kulturdenkmäler des Stadtteils Geinsheim der rheinland-pfälzischen Stadt Neustadt an der Weinstraße aufgeführt. Grundlage ist die Denkmalliste des Landes Rheinland-Pfalz (Stand: 14. Januar 2025).

## Denkmalzonen
| Bezeichnung          | Lage | Baujahr                 | Beschreibung | Bild                           |
| -------------------- | --- | ----------------------- | --- | ------------------------------ |
| Denkmalzone Ortskern | Gäustraße 75–89 (ungerade Nummern), 90–100 (gerade Nummern), Geitherstraße 3 und Storchengasse 3/5 Lage | 15. bis 20. Jahrhundert | geschlossene historische Bebauung vom späten Mittelalter bis ins 20. Jahrhundert mit den wichtigsten Kommunalbauten sowie markanten Hofanlagen | weitere Bilder Fotos hochladen |

## Einzeldenkmäler
| Bezeichnung                                        | Lage                            | Baujahr                             | Beschreibung | Bild                           |
| -------------------------------------------------- | ------------------------------- | ----------------------------------- | --- | ------------------------------ |
| Spolie                                             | Am Hägfeld, an Nr. 31 Lage      | 1825                                | Inschriftenstein, bezeichnet 1825 | BW                             |
| Bildstock                                          | Am Hägfeld, bei Nr. 39a Lage    | 1767                                | Bildstock; spätbarocke Stele mit Muschelnische, bezeichnet 1767 | BW                             |
| Wohnhaus                                           | Gäustraße 62 Lage               | spätes 18. Jahrhundert              | spätbarockes eingeschossiges Fachwerkhaus mit Drempel, spätes 18. Jahrhundert; straßenbildprägend | Fotos hochladen                |
| Wohn- und Gasthaus                                 | Gäustraße 64 Lage               | 18. Jahrhundert                     | barockes Fachwerkhaus mit Gaststube, Krüppelwalmdach, 18. Jahrhundert | Fotos hochladen                |
| Wohnhaus                                           | Gäustraße 69 Lage               | vor 1800                            | spätbarockes Fachwerkhaus, teilweise massiv, Torpfeiler bezeichnet 1800 | Fotos hochladen                |
| Fachwerkhaus                                       | Gäustraße 75 Lage               | 18. Jahrhundert                     | im Kern barockes Fachwerkhaus, teilweise massiv, Krüppelwalm, 18. Jahrhundert, Umbau wohl 1856; straßenbildprägend | Fotos hochladen                |
| Hofanlage                                          | Gäustraße 77 Lage               | vor 1700                            | Dreiseithof; barockes Fachwerkhaus, teilweise massiv, wohl kurz vor 1700, Fachwerkscheune 18. Jahrhundert | Fotos hochladen                |
| Hofhaus der Präsenzgüter des Domkapitels zu Speyer | Gäustraße 79/81 Lage            | 18. Jahrhundert                     | ehemaliges Hofhaus der Präsenzgüter des Domkapitels zu Speyer; barocke Vierflügelanlage mit eingeschossigem Doppelwohnhaus mit Krüppelwalmdach; Stall-Scheunen-Flügel, Bruchsteinscheune | Fotos hochladen                |
| Hofanlage                                          | Gäustraße 82 Lage               | 1711                                | barocke Hofanlage; Fachwerkhaus, teilweise massiv, Krüppelwalmdach, 1711 (datiert), Fachwerknebengebäude bezeichnet [18]64 bzw. aus dem 18. Jahrhundert | Fotos hochladen                |
| Schul- und Gemeindehaus                            | Gäustraße 83 Lage               | 1878                                | Schul- und Gemeindehaus; stattlicher spätklassizistischer Walmdachbau, bezeichnet 1878, Architekt Matthias Lichtenberger | Fotos hochladen                |
| Hofanlage                                          | Gäustraße 86 Lage               | Ende des 18. Jahrhunderts           | Hakenhof; barockes Fachwerkhaus mit Drempel, Krüppelwalmdach, wohl vom Ende des 18. Jahrhunderts | Fotos hochladen                |
| Hofanlage                                          | Gäustraße 89 Lage               | erstes Viertel des 18. Jahrhunderts | barocker Dreiseithof; Fachwerkhaus, teilweise massiv, Krüppelwalmdach, wohl aus dem ersten Viertel des 18. Jahrhunderts, Scheune, Altenteil mit Drempel, um 1830, Torpfosten bezeichnet 1770; straßenbildprägend | Fotos hochladen                |
| Hofanlage                                          | Gäustraße 96 Lage               | 1683                                | Hofanlage, ehemaliges Gasthaus „Zum Löwen“; Fachwerkbau auf Hochkeller, bezeichnet 1683; fünfachsiger barocker Walmdachbau, eingeschossiges Altenteil mit Drempel; ortsbildprägend | Fotos hochladen                |
| Hofanlage                                          | Gäustraße 100 Lage              | erste Hälfte des 18. Jahrhunderts   | Dreiseithof; eingeschossiges Fachwerkhaus mit Drempel, Krüppelwalmdach, erste Hälfte des 18. Jahrhunderts, Altenteil um 1870/80, Wirtschaftsbauten zum Teil aus dem 19. Jahrhundert | Fotos hochladen                |
| Hofanlage                                          | Gäustraße 101 Lage              | um 1700                             | Hakenhof; barockes Fachwerkhaus, teilweise massiv, um 1700, Scheune bezeichnet 1804, Toranlage bezeichnet 1882; ortsbildprägend | Fotos hochladen                |
| Hofanlage                                          | Gäustraße 104 Lage              | frühes 18. Jahrhundert              | barockes Fachwerkhaus, teilweise massiv, Krüppelwalmdach, wohl aus dem frühen 18. Jahrhundert, im Kern älter (?), Ökonomieanbau, Torpfeiler bezeichnet 1550 | Fotos hochladen                |
| Hofanlage                                          | Gäustraße 107 Lage              | 18. Jahrhundert                     | Hakenhof; eingeschossiges Fachwerkhaus mit Drempel, 18. Jahrhundert, Scheunenanbau um 1825 | Fotos hochladen                |
| Bildhäusel                                         | Gäustraße, bei Nr. 107 Lage     | 18. Jahrhundert                     | Wegekapelle; barocker Walmdachbau, Fachwerk; Wegekreuz, bezeichnet 1777 | Fotos hochladen                |
| Wegekreuz                                          | Gäustraße, Ecke Am Hägfeld Lage | 1836                                | Wegekreuz, Rotsandstein, bezeichnet 1836 | Fotos hochladen                |
| Katholische Kirche St. Peter und Paul              | Geitherstraße 1 Lage            | 1492                                | spätgotischer Turm, bezeichnet 1492, und Chor, um 1502, Glockengeschoss bezeichnet 1780; gotisierender Saalbau mit Doppelturmfassade, 1869–73, Architekt Franz Jacob Schmitt, Frankfurt am Main, Westfassade geprägt durch statische Sicherungsmaßnahmen 1959–61; mit Ausstattung; am Chor barocke Priestergrabsteine; Priestergrabplatte um 1562 | weitere Bilder Fotos hochladen |
| Kriegerdenkmal                                     | Geitherstraße, bei Nr. 1 Lage   | 1907                                | Kriegerdenkmal 1866 und 1870/71; Sandsteinskulptur, bezeichnet 1907 von J. Walz, München, und J. Wittmann, Ludwigshafen | Fotos hochladen                |
| Wohnhaus                                           | Geitherstraße 17 Lage           | 18. Jahrhundert                     | eingeschossiges barockes Fachwerkhaus, 18. Jahrhundert | Fotos hochladen                |
| Hofanlage                                          | Geitherstraße 19 Lage           | 18. Jahrhundert                     | Dreiseithof; barockes Fachwerkhaus, teilweise massiv, Krüppelwalmdach, 18. Jahrhundert, Nebengebäude teilweise Fachwerk, ehemaliges Altenteil aus dem 19. Jahrhundert | Fotos hochladen                |
| Wohnhaus                                           | Geitherstraße 24 Lage           | 1833                                | nachbarockes Fachwerkhaus, teilweise massiv, Walmdach, bezeichnet 1833 | Fotos hochladen                |
| Wegekreuz                                          | Geitherstraße, bei Nr. 43a Lage | 1833                                | Wegekreuz, bezeichnet 1833, Korpus 1817 von J. Saß, Bruchsal | Fotos hochladen                |
| Friedhof                                           | Im Hirschgarten Lage            | 19. Jahrhundert                     | auf dem Friedhof: - Friedhofsmauer mit Torpfeiler, 19. Jahrhundert; - klassizistische Kreuzigungsgruppe, 1832 von J. J. Clausonet, Landau; - Grabmäler Familie Geither: Michael Geither († 1834), reliefierte Stele; Elisa d’Heillimer, geb. Geither († 1865), profilierte Giebelstele; Franz Hypolit Graf Heillimer († 1872), reich profilierte Stele; Johann Adam Adolph Geither († 1872), Stele mit Giebel; Martin Geither († 1849) und Elisabeth Geither, geb. Maybach († 1847), Stele mit Giebel; - Grabmal Michael Mohr († 1857), Sandsteinstele mit Engelsköpfchen; Grabmal Heinrich Bender († 1871), neugotische Stele mit Treppengiebel von Bruker; Grabmal Ph. Jakob Mohr († 1889), Ädikula in Neurenaissanceformen | Fotos hochladen                |
| Spolie                                             | Storchengasse, an Nr. 14 Lage   | erste Hälfte des 18. Jahrhunderts   | Wappenstein, erste Hälfte des 18. Jahrhunderts | BW                             |
| Wohnhaus                                           | Weihergasse 3 Lage              | 1824                                | eingeschossiges Fachwerkhaus, teilweise massiv, 1824; mit Ausstattung | Fotos hochladen                |